# Jakub Gierszał

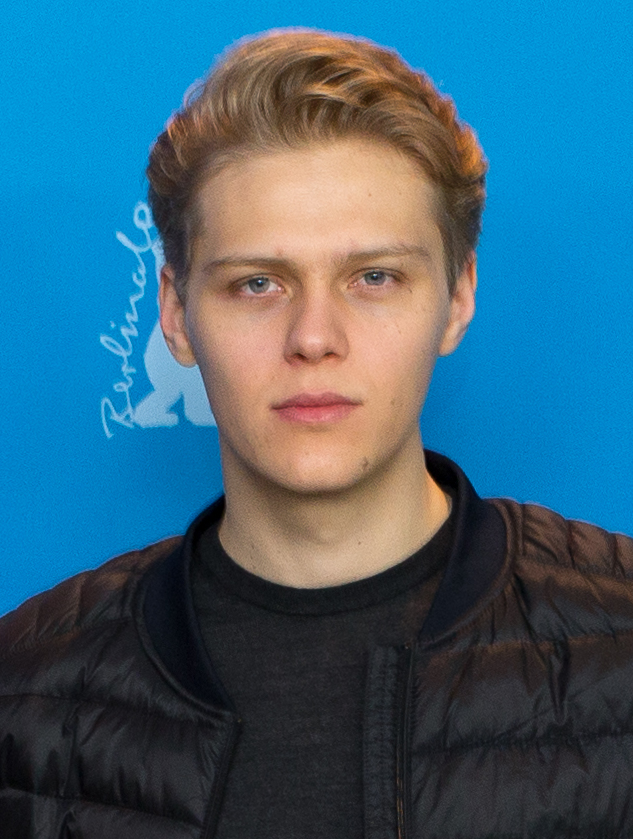
Jakub Gierszał (2017)

Jakub Gierszał (* 20. März 1988 in Krakau) ist ein polnischer Schauspieler.

## Leben
Jakub Gierszał ist der Sohn des Theaterschauspielers Marek Gierszał. Er ist in Hamburg und Toruń aufgewachsen. Er begann ein Studium an der Ludwik-Solski-Theaterschule in Krakau. Sein Filmdebüt gab Gierszał 2009 als Kazik im Film Wszystko, co kocham. Bekannt wurde er 2011 in der Hauptrolle des Einzelkindes Dominik Santorski in dem Filmdrama Sala samobójców. 2012 wurde er bei der Berlinale von der Organisation European Film Promotion als Shooting Star ausgezeichnet. 2013 übernahm er an der Seite von Saskia Rosendahl und André Hennicke die Hauptrolle des Glückskindes Felix in dem Märchenfilm Der Teufel mit den drei goldenen Haaren.

## Filmografie (Auswahl)
- 2010: Alles, was ich liebe (Wszystko co kocham)
- 2010: Milion dolarów
- 2011: Suicide Room (Sala samobójców)
- 2012: Performer
- 2012: Nieulotne
- 2012: Yuma
- 2013: Hiszpanka
- 2013: Finsterworld
- 2013: Der Teufel mit den drei goldenen Haaren (Fernsehfilm)
- 2015: Sirenengesang (Córki dancingu)
- 2015: Der Liebling des Himmels (Fernsehfilm)
- 2016: Morris aus Amerika (Morris from America)
- 2016: Emma nach Mitternacht – Frau Hölle (Fernsehfilm)
- 2017: Die Spur (Pokot)
- 2019: Giraffe
- 2021: Tatort: Macht der Familie
- 2021: The Getaway King
- 2023: Doppelgänger
- 2024: Farben des Bösen: Rot (Kolory zla. Czerwien)
- 2024: Simona Kossak
- 2025: Stralsund: Blutgeld

## Auszeichnungen
- 2012: „Shooting Star“ der European Film Promotion